# Мала-Ґурка
Мала-Ґурка (пол. Mała Górka) — село в Польщі, у гміні Некля Вжесінського повіту Великопольського воєводства.
Населення — 119 осіб (2011).
У 1975-1998 роках село належало до Познанського воєводства.

## Демографія
Демографічна структура станом на 31 березня 2011 року:
|          | Загалом | Допрацездатний вік | Працездатний вік | Постпрацездатний вік |
| -------- | ------- | ------------------ | ---------------- | -------------------- |
| Чоловіки | 58      | 19                 | 34               | 5                    |
| Жінки    | 61      | 18                 | 33               | 10                   |
| Разом    | 119     | 37                 | 67               | 15                   |